# Zygmunt Dobrowolski

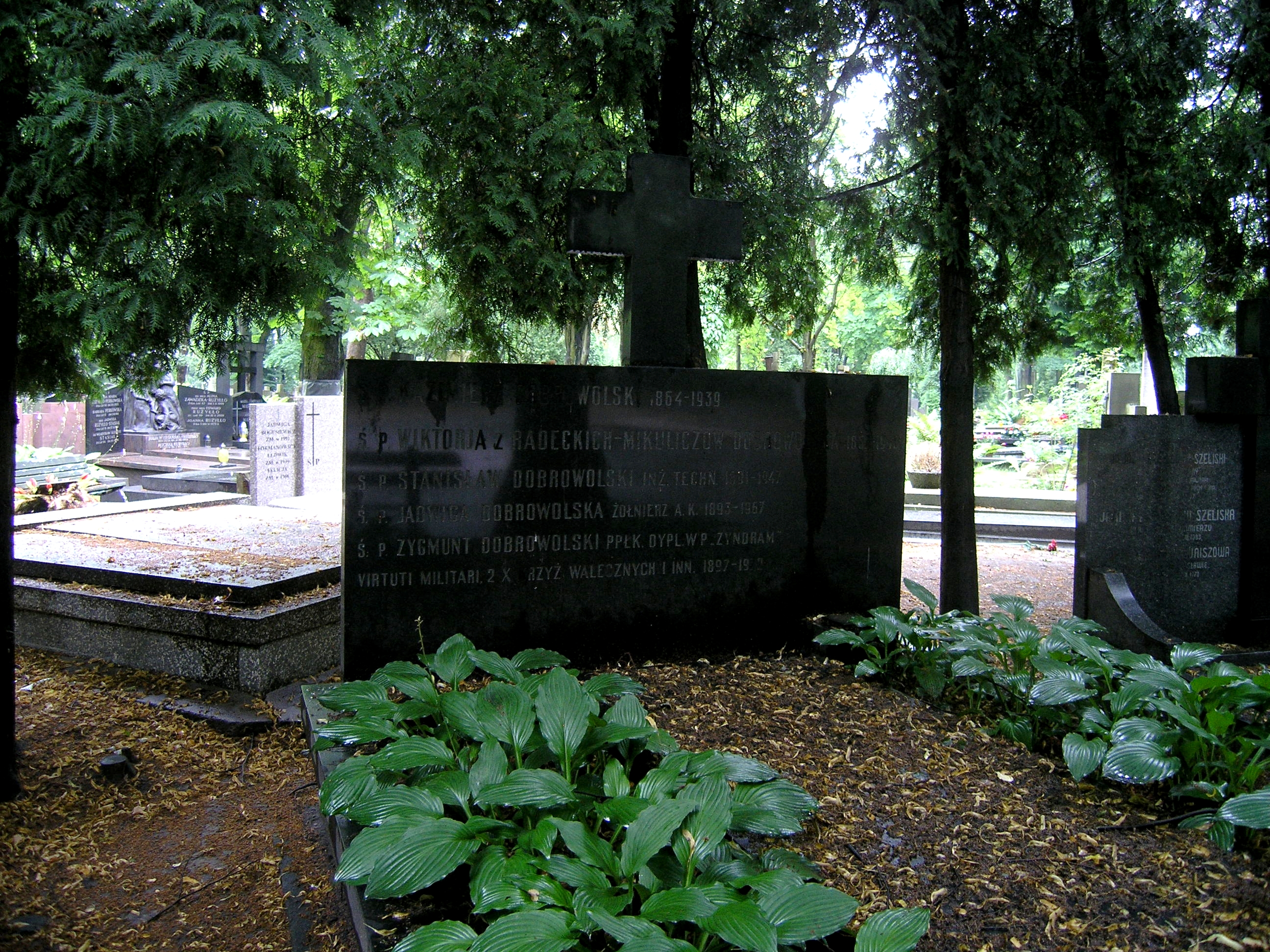
Grób ppłk.Zygmunta Dobrowolskiego na Cmentarzu Wojskowym na Powązkach w Warszawie

Zygmunt Dobrowolski ps. „Mostowicz”, „Polanowski”, „Zyndram”, „Zygmunt Zyndram” (ur. 8 czerwca 1897 w Czeczelniku, zm. 11 września 1972 w Zabrzu) – podpułkownik dyplomowany kawalerii Wojska Polskiego.

## Życiorys
Zygmunt Dobrowolski urodził się w Czeczelniku na Podolu, w rodzinie Kazimierza i Wiktorii Radeckiej-Mikulicz. Jego ojciec był inżynierem, administratorem i właścicielem majątku Łuka k. Żytomierza. Od 1906 uczęszczał do II Gimnazjum, a od 1909 do I Gimnazjum w Żytomierzu. W maju 1915 otrzymał świadectwo dojrzałości. W gimnazjum prowadził od 1912 młodsze koło korporacji uczniowskiej. Student Wydziału Agronomicznego Politechniki w Kijowie od sierpnia 1915 do maja 1916.
Służył od czerwca 1916 w armii rosyjskiej i ukończył w niej szkołę podoficerską. W 7 pułku ułanów III Korpusu Polskiego na Wschodzie był od grudnia 1917 zastępcą dowódcy plutonu. W kwietniu 1918 został ranny. Do czerwca, do czasu likwidacji korpusu, przebywał w szpitalu, a później w majątku ojca, Łuka k. Żytomierza, jako rekonwalescent. W październiku 1918 przybył do Warszawy i zapisał się na studia na Wydziale Rolnym SGGW. W listopadzie tego roku uczestniczył w rozbrajaniu Niemców i w tym samym miesiącu został dowódcą plutonu w 1 pułku ułanów Krechowieckich. W okresie od 23 lutego do 20 czerwca 1920 był kadetem Szkoły Podchorążych Piechoty w Warszawie, w 27. klasie kawaleryjskiej podporucznika Bogusława Miłka. Po ukończeniu szkoły został awansowany na podchorążego i skierowany do macierzystego pułku, z którym walczył na wojnie z bolszewikami.
Od maja 1921 pełnił funkcję adiutanta Centralnej Szkoły Wojskowej Gimnastyki i Sportów w Poznaniu, pozostając w ewidencji 1 pułku ułanów Krechowieckich. Od marca 1922 pełnił obowiązki dowódcy plutonu, a od kwietnia 1925 adiutanta w 15 pułku ułanów. Ukończył w Centrum Wyszkolenia Kawalerii w Grudziądzu kurs doszkolenia, a od czerwca 1927 ponownie był w 15 pułku ułanów dowódcą plutonu i p.o. dowódcy szwadronu. 18 czerwca 1930 został przeniesiony do 10 pułku strzelców konnych w Łańcucie na stanowisko dowódcy plutonu. We wrześniu tego roku został dowódcą szwadronu.
Z dniem 4 stycznia 1932 został powołany na dwuletni kurs 1931–1933 w Wyższej Szkole Wojennej w Warszawie. Z dniem 1 października 1933, po ukończeniu kursu i otrzymaniu tytułu naukowego oficera dyplomowanego, został przeniesiony do dowództwa 10 Brygady Kawalerii w Rzeszowie na stanowisko oficera sztabu. W 1934 został przesunięty na stanowisko szefa sztabu 10 Brygady Kawalerii dowodzonej przez pułkownika Wincentego Jasiewicza. W listopadzie 1935 przekazał obowiązki szefa sztabu rotmistrzowi dyplomowanemu Franciszkowi Skibińskiemu. W Wyższej Szkole Wojennej był od 1936 wykładowcą przedmiotu taktyki kawalerii. Na stopień majora został mianowany ze starszeństwem z 19 marca 1937 i 21. lokatą w korpusie oficerów kawalerii. 
Pod koniec sierpnia 1939 otrzymał przydział do sztabu Armii „Kraków” na stanowisko zastępcy szefa Oddziału III, podpułkownika dyplomowanego Jana Rzepeckiego. Na tym stanowisku walczył w czasie kampanii wrześniowej 1939. Powrócił do Warszawy po zakończeniu działań wojennych.
Od grudnia 1939 w konspiracji w SZP–ZWZ. Nie jest bliżej znany jego początkowy przydział. Szef sztabu (po mjr. Jerzym Kirchmayerze) Komendy Okręgu Warszawa–Województwo ZWZ od jesieni 1940, a od początku 1942 był szefem sztabu i zastępcą płk/gen. Albina Skroczyńskiego. Był już w stopniu majora dyplomowanego i występował pod pseudonimem „Polanowski”, a później „Mostowicz”. Rozkazem L.21/BP z 11 listopada 1941 mianowany podpułkownikiem służby stałej. Przeniesiony został do pracy w Oddziale III KG AK rozkazem KG AK z 27 sierpnia 1943 i używał tam pseudonimu „Zyndram”. Uczestnik powstania warszawskiego. Pod pseudonimem „Zygmunt Zyndram” uczestniczył od 28 września 1944 obok ppłk. Franciszka Hermana w pertraktacjach kapitulacyjnych, a 2 października podpisał w imieniu dowództwa AK wraz z płk. Kazimierzem Irankiem-Osmeckim układ o zaprzestaniu działań wojennych w Warszawie. Po powstaniu dostał się do niewoli niemieckiej. Przebywał w Oflagu II C Woldenberg. Po wojnie przebywał w kraju.
Zmarł w Zabrzu 11 września 1972 i został pochowany w Warszawie na Cmentarzu Wojskowym na Powązkach (kwatera 19A-lewe półkole-5/6).

## Ordery i odznaczenia
- Krzyż Srebrny Orderu Virtuti Militari[18] nr 12783
- Krzyż Walecznych (1921)
- Srebrny Krzyż Zasługi (19 marca 1935)[19]